# Peromyia semota
Peromyia semota är en tvåvingeart som beskrevs av Jaschhof 2001. Peromyia semota ingår i släktet Peromyia och familjen gallmyggor. Inga underarter finns listade i Catalogue of Life.